# Notoxenus spinifer
Notoxenus spinifer là một loài chân đều trong họ Paramunnidae. Loài này được Hodgson miêu tả khoa học năm 1910.